# Jonáš Vais
Jonáš Vais (24 novembre 1999) è un calciatore ceco, centrocampista dello Jiskra Domažlice.

## Carriera

### Club
Cresciuto nel settore giovanile del Viktoria Plzeň, trascorre i suoi primi anni di carriera in terza divisione, prima in prestito allo Jiskra Domažlice, poi con la squadra B del club rossoblu. Nel 2020 viene prestato al Příbram con cui fa il suo esordio fra i professionisti il 14 novembre in occasione del match di 1. liga perso 5-1 contro lo Slovácko.
Nel gennaio del 2021 passa a titolo definitivo alla Dyn. Č. Budějovice.

### Nazionale
Ha giocato nelle nazionali giovanili ceche Under-18 ed Under-19.

## Statistiche

### Presenze e reti nei club
Statistiche aggiornate al 5 ottobre 2021.
| Stagione        | Squadra            | Campionato      | Campionato | Campionato | Coppe nazionali | Coppe nazionali | Coppe nazionali | Coppe continentali | Coppe continentali | Coppe continentali | Altre coppe | Altre coppe | Altre coppe | Totale | Totale |
| Stagione        | Squadra            | Comp            | Pres       | Reti       | Comp            | Pres            | Reti            | Comp               | Pres               | Reti               | Comp        | Pres        | Reti        | Pres   | Reti   |
| --------------- | ------------------ | --------------- | ---------- | ---------- | --------------- | --------------- | --------------- | ------------------ | ------------------ | ------------------ | ----------- | ----------- | ----------- | ------ | ------ |
| 2017-2018       | Jiskra Domažlice   | CFL             | 12         | 0          | CRC             | 0               | 0               |                    | -                  | -                  |             | -           | -           | 12     | 0      |
| 2018-2019       | Jiskra Domažlice   | CFL             | 30         | 6          | CRC             | 2               | 0               |                    | -                  | -                  |             | -           | -           | 32     | 6      |
| 2019-2020       | Viktoria Plzeň B   | CFL             | 16         | 7          |                 | -               | -               |                    | -                  | -                  |             | -           | -           | 16     | 7      |
| 2020-gen. 2021  | Příbram            | 1L              | 13         | 0          | CRC             | 1               | 0               |                    | -                  | -                  |             | -           | -           | 14     | 0      |
| gen.-giu. 2021  | Dyn. Č. Budějovice | 1L              | 11         | 0          | CRC             | 1               | 0               |                    | -                  | -                  |             | -           | -           | 12     | 0      |
| 2021-2022       | Dyn. Č. Budějovice | 1L              | 5          | 0          | CRC             | 0               | 0               |                    | -                  | -                  |             | -           | -           | 5      | 0      |
| Totale carriera | Totale carriera    | Totale carriera | 87         | 13         |                 | 4               | 0               |                    | -                  | -                  |             | -           | -           | 91     | 13     |